# Gåstjärnen (Rätans socken, Jämtland, 691849-142145)
Gåstjärnen är en sjö i Bergs kommun i Jämtland och ingår i Ljusnans huvudavrinningsområde.